# ネウイミン第1彗星
ネウイミン第1彗星(28P/Neujmin)は、1913年9月3日にソビエト連邦の天文学者グリゴリー・ネウイミンが発見した太陽系の周期彗星である。近日点距離が1.5 auと地球よりも遠くの場所にあるため地球にはそこまで接近しない。核は直径21.4kmと推定されており、アルベドは低く0.025である。

## 観測史
ネウイミン第1彗星は1913年9月3日にネウイミンにより発見されたのち、9月7日にはプルコヴォ天文台の天文学者、オスカル・バックルンドによってネウイミンの発見した天体が彗星であることが明らかになった。最初は放物線軌道であると考えられたが、アメリカの天文学者、アーミン・ロイシュナーはその違和感に気づき楕円軌道で周期が17.44年程度であると考えた。1913年の回帰では12月31日に15等になったときまで観測された。
1913年以降は1931年、1948年、1966年、1984年、2002年、2021年の回帰が2022年現在観測されてきた。また、今後は2039年、2057年、2076年、2094年、2112年に回帰すると予想されている。